# Município de Center (condado de Mercer, Ohio)
Localização do Ohio nos E.U.A.
O município de Center (em inglês: Center Township) é um local localizado no condado de Mercer no estado estadounidense de Ohio. No ano 2010 tinha uma população de 1086 habitantes e uma densidade populacional de 13,88 pessoas por km².

## Geografia
O município de Center encontra-se localizado nas coordenadas 40° 35′ 54″ N, 84° 31′ 05″ O. Segundo o Departamento do Censo dos Estados Unidos, o município tem uma superfície total de 78.27 km², da qual 78,21 km² correspondem a terra firme e (0,07 %) 0,05 km² é água.

## Demografia
Segundo o censo de 2010, tinha 1086 pessoas residindo no município de Center. A densidade de população era de 13,88 hab./km².